# Teoria del film

Rappresentazione della teoria del film. In arancione è rappresentato il profilo di concentrazione (lineare nel film, costante nel bulk).

Nell'ambito dei fenomeni di trasporto, la teoria del film (o teoria del doppio film) è una teoria nata nel 1924 ad opera di W.K. Lewis and W.G. Whitman per il calcolo del coefficiente di scambio di materia attraverso un'interfaccia fluido-fluido (ad esempio un'interfaccia gas-liquido). La teoria del film è molto utilizzata per interfacce solido-fluido, poiché le ipotesi di strato limite stagnante sono ragionevolmente verificate. Nel caso di sistemi con interfacce fluido-fluido si ricorre ad altre teorie, come ad esempio la teoria della penetrazione.
Secondo la teoria del film, si assume che le resistenze al trasporto di materia (di un soluto A) tra gas e liquido siano concentrate in un film stagnante in prossimità dell'interfaccia di spessore δ. Si assume quindi che il profilo di concentrazione del soluto nel bulk del liquido e del gas sia piatto, ovvero non vari con la distanza z dall'interfaccia per z > δ. Al contrario, nello spessore relativo al film in prossimità dell'interfaccia, quindi per z < δ, in regime stazionario ed in assenza di processi di trasformazione chimica della materia in energia, il flusso di materia è indipendente dalla coordinata spaziale normale all'interfaccia. Come conseguenza si ha una variazione della concentrazione del soluto di tipo lineare.
Il coefficiente di scambio di materia (lato liquido) KL stimato con la teoria del film è pari a:
{\displaystyle K_{L}={\frac {\mathcal {D}}{\delta }}}
Per cui il flusso di materia NA attraverso l'interfaccia è pari a:
{\displaystyle {\bar {N}}_{A}=-\Delta cK_{L}}
dove {\displaystyle \Delta c} è il gradiente di concentrazione tra interfaccia e bulk, ovvero:
{\displaystyle \Delta c=c_{Ai}-c_{A0}}
essendo {\displaystyle c_{Ai}} la concentrazione del componente A all'interfaccia e {\displaystyle c_{A0}} la concentrazione del componente A nel bulk del liquido.
Indicando inoltre con {\displaystyle x_{Ai}} e {\displaystyle x_{A0}} rispettivamente la frazione molare del componente A all'interfaccia e nel bulk del liquido, si può riscrivere l'equazione precedente come:
{\displaystyle {\bar {N}}_{A}=-{\frac {\mathcal {D}}{\delta }}c_{L}(x_{Ai}-x_{A0})}
Il segno "-" deriva dal fatto che se {\displaystyle x_{Ai}>x_{A0}} il flusso di materia avviene dall'interfaccia al bulk, cioè in direzione "entrante" rispetto al sistema liquido (a cui la trattazione fa riferimento), e siccome il flusso è positivo se uscente e negativo se entrante, è necessario un segno "-" davanti al secondo termine dell'equazione.

## Teorie successive
Successivamente alla teoria del film venne formulata la teoria della penetrazione (Ralph Higbie, 1935), i cui risultati sono in migliore accordo con i risultati sperimentali.